# Lisičja kost
Lisičja kost (lat. Thermopsis), rod trajnica iz porodice mahunarki (Leguminosae). Priznato je blizu 30 vrsta (27) koje rastu po velikim djelovima Azije i u Sjevernoj Americi

## Vrste
1. Thermopsis alpina (Pall.) Ledeb.
2. Thermopsis alterniflora Regel & Schmalh.
3. Thermopsis barbata Benth.
4. Thermopsis bargusinensis Czefr.
5. Thermopsis californica S.Watson
6. Thermopsis chinensis Benth. ex S.Moore
7. Thermopsis dahurica Czefr.
8. Thermopsis dolichocarpa V.A.Nikitin
9. Thermopsis gracilis Howell
10. Thermopsis gyirongensis S.Q.Wei
11. Thermopsis hirsutissima Czefr.
12. Thermopsis inflata Cambess.
13. Thermopsis jacutica Czefr.
14. Thermopsis lanceolata R.Br.
15. Thermopsis macrophylla Hook. & Arn.
16. Thermopsis mollis (Michx.) M.A.Curtis ex A.Gray
17. Thermopsis mongolica Czefr.
18. Thermopsis montana Nutt.
19. Thermopsis przewalskii Czefr.
20. Thermopsis rhombifolia (Pursh) Richardson
21. Thermopsis robusta Howell
22. Thermopsis schischkinii Czefr.
23. Thermopsis smithiana E.Peter
24. Thermopsis turkestanica Gand.
25. Thermopsis villosa (Walter) Fernald & B.G.Schub.
26. Thermopsis yushuensis S.Q.Wei